# Selenografía

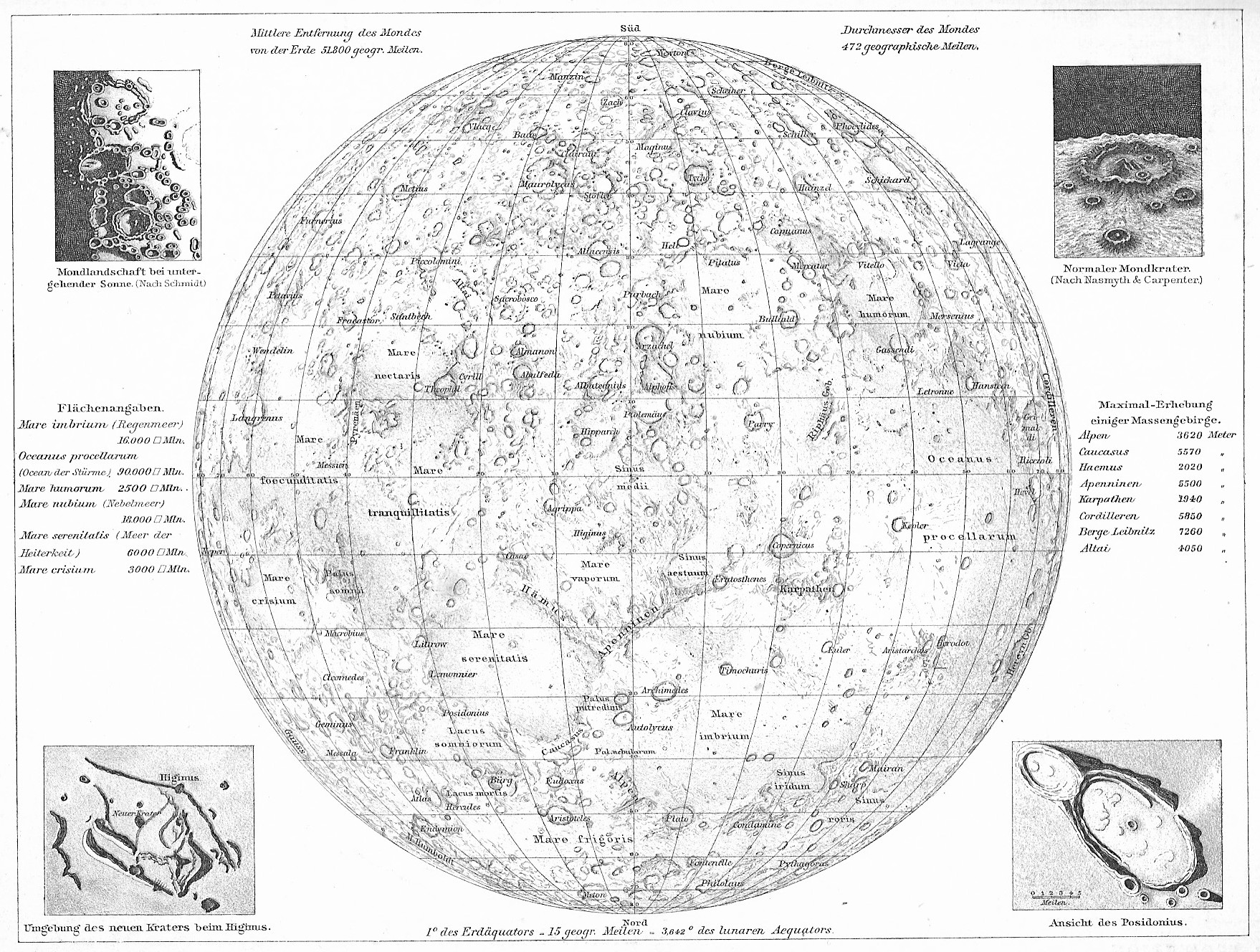
Mapa de la Luna del Andrees Allgemeiner Handatlas, Leipzig, Alemania (1881).

 La selenografía es la ciencia que estudia la superficie y las características físicas de la Luna, especialmente las correspondencias de estas características de acuerdo con su latitud y longitud lunares. Los mares lunares, los cráteres de la Luna así como sus montañas y desniveles son los principales objetos de estudio de la selenografía. El cartografiado de dichos accidentes se ha realizado gracias a las imágenes de alta resolución tanto del lado visible como el lado oculto de la Luna, realizadas por las sondas espaciales. Sin embargo, durante un tiempo solo se dispuso de imágenes muy pobres de determinadas regiones de la superficie lunar, principalmente aquellas localizadas en los polos. Por esto mismo, en algunos casos existió una incertidumbre en la localización exacta de los mares y cráteres del orden de kilómetros. Tras la publicación de los trabajos de la misión estadounidense Lunar Reconnaissance Orbiter a partir de 2010, estos problemas han quedado prácticamente resueltos.
Actualmente, la selenografía se considera una subdisciplina de la geología de la Luna, a la que se conoce más a menudo como «ciencia lunar». La palabra proviene del griego Selene ('luna') y grafía ('descripción').

## Historia
La idea de que la Luna no tenía una superficie completamente lisa apareció por primera vez alrededor del año 450 a. C., cuando Demócrito sugirió la existencia de «altas montañas y valles huecos» sobre la Luna. No obstante, no fue sino hasta finales del siglo XV cuando comenzaron seriamente los estudios selenográficos. Cerca de 1603, William Gilbert compiló su primer esbozo de la Luna basándose en observaciones a simple vista. Otros más siguieron su ejemplo y, con la invención del telescopio, comenzaron a aparecer dibujos que, en un principio no eran muy precisos, pero fueron mejorando conforme la calidad de la óptica avanzaba. Al principio del siglo XVIII, se pudieron medir las libraciones de la Luna, mostrando que más de la mitad de la superficie lunar se podía observar desde la Tierra. En 1750, Tobias Mayer produjo el primer sistema de coordenadas lunares que permitiría a los astrónomos localizar características en la superficie de la Luna.
El cartografiado sistemático de nuestro satélite se inició oficialmente en 1779, cuando Johann Scröter comenzó a hacer meticulosas observaciones y mediciones de los rasgos lunares. El primer gran mapa de la Luna que abarcaba una extensión de cuatro hojas fue publicado en 1834 por Johann Heinrich von Mädler, quien continuó su publicación con la creación del libro titulado «La Selenografía Universal». Todas las mediciones habían sido realizadas por medio de observación directa, hasta que en marzo de 1840, John William Draper utilizó un telescopio reflector de 5 pulgadas para producir un daguerrotipo de la Luna, introduciendo así la fotografía en el campo de la selenografía. Las primeras imágenes producidas tenían una calidad bastante baja, pero, de la misma manera que ocurrió con el telescopio doscientos años antes, fueron mejorando rápidamente. Para 1890, la fotografía lunar había sido ya reconocida como una rama de la investigación astronómica.
El siglo XX trajo mayores avances al estudio de la Luna. En 1959, la sonda soviética «Luna 3» envió las primeras fotografías de la cara oculta de la Luna, dando por primera vez una visión de la parte inobservable de este satélite. Entre los años 1961 y 1965 los Estados Unidos mandaron la sonda «Ranger» para hacer fotografías en el instante posterior de haberla hecho impactar contra la superficie de la Luna. Entre 1966 y 1967 este mismo país lanzó la sonda «Lunar Orbiter», la cual envió de vuelta imágenes de la Luna mientras orbitaba la misma. Por otro lado, de 1966 a 1968, fueron enviadas las sondas «Surveyor» a investigar la superficie lunar después de aterrizajes suaves. La sondas espaciales «Lunojod 1» y «Lunojod 2», enviadas por la Unión Soviética, cruzaron casi 50 kilómetros de superficie lunar mandando imágenes detalladas de la misma. La sonda «Clementine» logró obtener el primer mapa casi global de la topografía lunar, así como imágenes multiespectrales. Todas estas misiones enviaron imágenes de resolución mejorada.

## Creación de mapas y asignación de nombres de los rasgos lunares

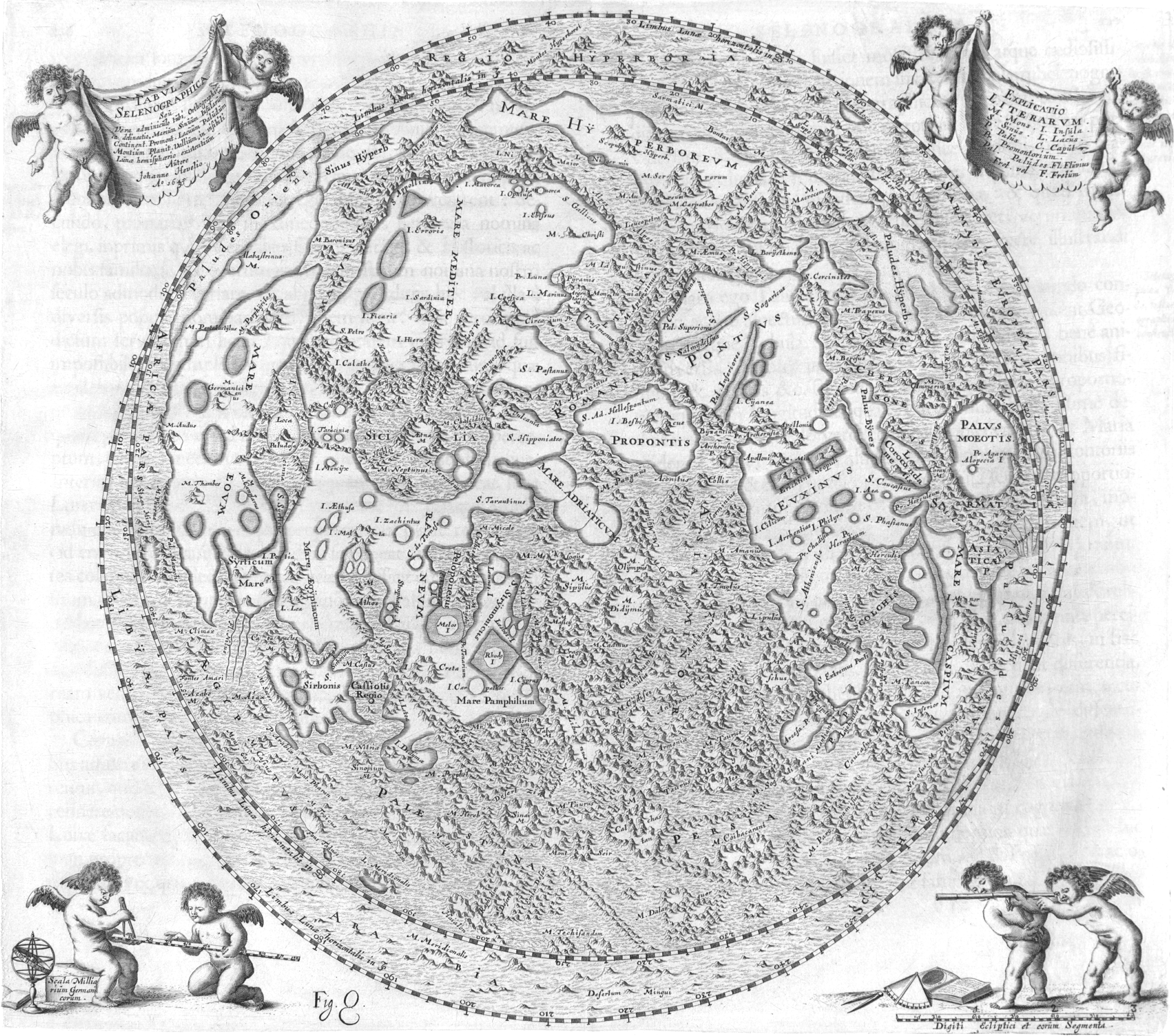
Mapa de la Luna creado por Johannes Hevelius (1647).

Los primeros intentos serios para nombrar los rasgos lunares vistos a través del telescopio fueron hechos por Michel Florent van Langren en 1645. Su trabajo está considerado como el primer mapa real de la Luna, ya que refleja los diferentes mares, cráteres, picos montañosos y cordilleras. A muchos de los accidentes les dio nombres de carácter católico. A los cráteres se dio el nombre de periodos de la realeza católica y a los cabos y promontorios les otorgó nombres de santos. Los mares recibieron nombres en latín y los cráteres nombres de científicos y eruditos de la época o anteriores.
En 1647, Johannes Hevelius produjo una obra contraria titulada «Selenografía», que se convirtió en el primer atlas lunar. Hevelius ignoró la nomenclatura de Van Langren y, en vez de esta, utilizó nombres de características terrestres. Estas aparecieron sobre el mapa de tal forma que correspondieran con lugares en la Tierra, principalmente desde la perspectiva de las antiguas Grecia y Roma. Este trabajo influyó en los astrónomos europeos de la época y sirvió como obra típica de referencia durante un siglo.
El esquema moderno de nomenclatura lunar fue concebido por Giovanni Battista Riccioli, un sacerdote jesuita y erudito procedente del norte de Italia. Su obra «Almagestum Novum» fue publicada en 1651 a modo de defensa de los puntos de vista católicos durante la Contrarreforma. En particular, argumentaba en contra de los puntos de vista defendidos por Galileo, Kepler y Copérnico, quienes estaban a favor de un modelo planetario heliocéntrico con órbitas elípticas. La obra contenía material de referencia científico basado en el conocimiento de la época y fue ampliamente utilizado por los maestros jesuitas de ese momento. Sin embargo, el único aspecto significativo de la obra que sobrevivió hasta nuestros días fue el sistema de nomenclatura lunar de Riccioli.
Las ilustraciones en el Almagestum Novum fueron creadas por un colega jesuita de Riccioli de nombre Francesco Maria Grimaldi. La nomenclatura estaba basada en una subdivisión de la cara visible de la Luna en ocho octantes. A cada uno de estos se le asignó un número romano, del I al VIII. El octante que correspondía a la región noreste se le asignó el número I y los siguientes números fueron asignados a los octantes siguientes en sentido horario. Cada uno de los octantes estaba alineado con los puntos cardinales. De esta manera, el octante que apuntaba hacia el sur sería el octante número VI, el cual incluía a los cráteres Clavius y Tycho.
El sistema tenía dos componentes: la primera utilizaba los rasgos grandes de tierra y mares y la segunda los cráteres. Riccioli utilizó el nombre de fenómenos naturales atribuidos históricamente a la Luna. Por esta razón, existen nombres como el Mar de las Crisis (Mare Crisium), el Mar de la Serenidad (Mare Serenitatis), el Mar de la Fecundidad (Mare Fecunditatis), el Mar de las Lluvias (Mare Imbrium), el Mar de las Nubes (Mare Nubium) y el Mar del Frío (Mare Frigoris). Todos estos nombres fueron asignados en latín.
Las áreas continentales ubicadas entre los mares recibieron nombres comparables, pero de forma opuesta a los mares. Debido a esto, existieron las Tierras de la Esterilidad (Terra Sterilitatis), Tierra del Calor (Terra Caloris) y Tierra de la Vitalidad (Terra Vitae). Sin embargo, los nombres de estas regiones no son usados actualmente.
El nombre de muchos cráteres se basó en el octante donde se localizaban. Los cráteres en los octantes I, II y III recibieron nombres de la Grecia antigua, como Platón, Atlas, y Arquímedes. En la mitad de los octantes IV, V y VI se utilizaron nombres de la Roma antigua, como Julio César y Tácito. En la parte inferior de estos octantes los cráteres recibieron nombres de científicos, escritores y filósofos europeos y árabes de la Edad Media. En la parte exterior de los octantes V, VI y VII, así como en el octante VIII completo, se usaron nombres de contemporáneos de Riccioli. Entre estos estaban incluidos los nombres de Copérnico, Galileo y Kepler. Estos nombres fueron aislados a esta región de los nombres clásicos como un gesto político hacia la Iglesia Católica. Un cierto número de cráteres alrededor del Mare Nectaris obtuvieron su nombre de santos católicos, siguiendo la tradición de Van Langren. Todos ellos, sin embargo, están conectados de alguna forma con la astronomía. Los mapas posteriores omitieron el título «san» de los nombres de estos cráteres.
La nomenclatura de Riccioli fue adoptada ampliamente después de la publicación del Almagestum Novum y muchos de los nombres que incluía han permanecido hasta hoy en día. El sistema fue considerado elegante y poético y científicamente incluyente, puesto que hacía referencia a los pensadores de la época. También era fácilmente extensible con nuevos nombres siguiendo el mismo esquema. Por estas razones, terminó desplazando al sistema de Van Langren y Hevelius.

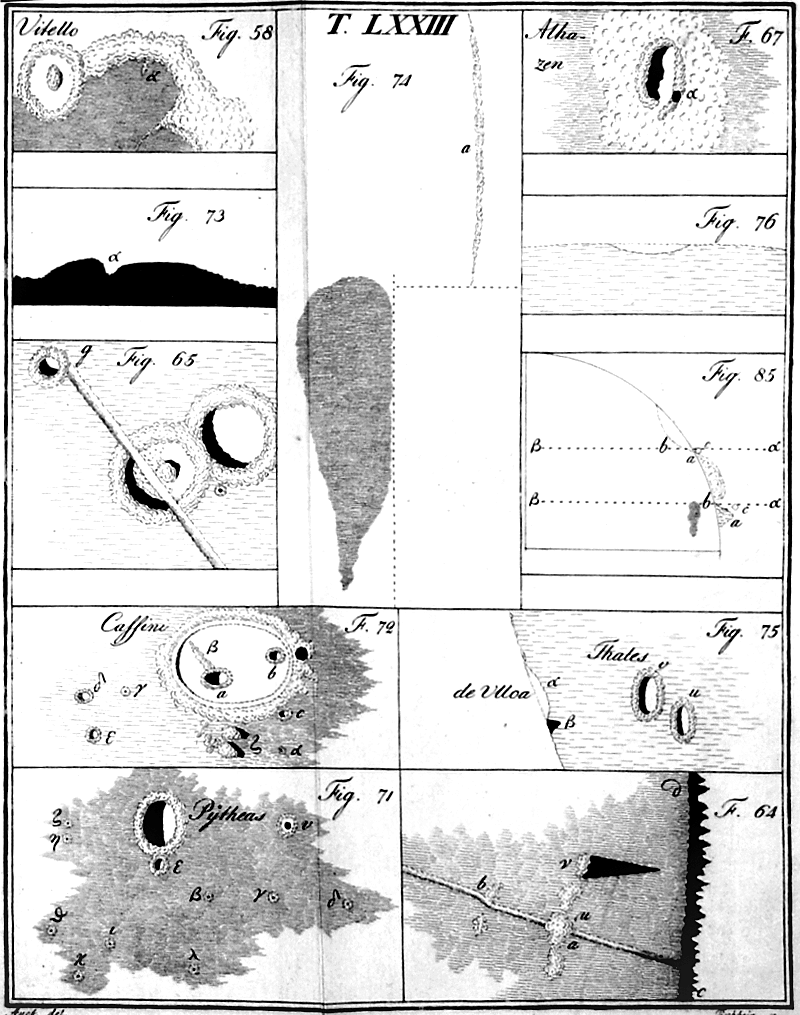
Ejemplos de mapas lunares en el Selenetopographische Fragmente de Johann Hieronymus Schröter.

Los astrónomos y cartógrafos lunares posteriores aumentaron la nomenclatura con nombres adicionales. El más notable de estos contribuyentes fue Johann Hieronymus Schröter, quien publicó un mapa altamente detallado de la Luna en 1791: el Selenotopografisches Fragmenten. La adopción del sistema De Riccioli por parte de Schröter convirtió a este sistema en un estándar en nomenclatura lunar. El sistema de Riccioli fue establecido formalmente como la nomenclatura lunar de enseñanza por medio de una votación en la Unión Astronómica Internacional (IAU por sus siglas en inglés) en 1935, lo cual dio nombre a 600 accidentes lunares. 
El sistema fue expandido más tarde y actualizado por la IAU durante la década de 1960, pero las nuevas designaciones se limitaron a nombres de científicos finados. Cuando las sondas soviéticas fotografiaron el lado oculto de la Luna, muchas de las nuevas zonas descubiertas recibieron el nombre de científicos e ingenieros soviéticos. Todos los nombres asignados después de estos fueron nombrados por la UAI, aunque algunos se basaron en nombres de personas vivas, como los de los astronautas del Programa Apolo.

### Cráteres satélite
El sistema para nombrar cráteres satélite fue concebido en primer lugar por Johann Mädler. Los cráteres que rodean a un cráter mayor son identificados por medio de una letra. Estos cráteres son usualmente de menor tamaño que el cráter al cual están asociados, aunque hay algunas excepciones. Los cráteres pueden recibir una letra de la A a la Z, omitiéndose la I. A los cráteres principales se les conoce con el nombre de «patronímicos».
La asignación de letras a los cráteres lunares fue originalmente un proceso un tanto aleatorio y fueron comúnmente nombrados en orden de importancia más que de posición. La precedencia dependía del ángulo de iluminación de la luz del Sol al momento de observación a través del telescopio, lo cual puede cambiar a lo largo del día lunar. Es por este motivo que las asignaciones pueden parecer aleatorias.
En ciertos casos, un cráter satélite podría estar más cerca de un cráter principal que de su propio cráter de referencia. Para poder identificar al cráter patronímico, Mädler colocaba la letra asignada al punto medio del accidente desplazándola ligeramente en dirección al centro del cráter principal. Esto tenía la ventaja de que los nombres de los patronímicos se podían omitir al identificar cada uno de los cráteres satélite.
Con el transcurso del tiempo, muchos de los cráteres satélite recibieron el nombre de un epónimo. El proceso de asignación de nombres fue asumido formalmente por la IAU en 1919. La comisión asignada para esta tarea adoptó la convención de asignar letras latinas mayúsculas para identificar cráteres y valles.
Cuando los primeros mapas del lado oculto estuvieron disponibles en 1966, Ewen Whitaker asignó a los cráteres satélite sus nombres basándose en el ángulo de posición relativo al cráter principal. Un cráter satélite localizado hacia el norte del principal recibió la letra Z. Los 360 grados del círculo completo fueron divididos en 24 partes. A cada parte se le asignó una letra, omitiendo la I y la O. De esta manera, un cráter satélite ubicado al sur del principal recibiría la letra M.

## Mapas lunares históricos

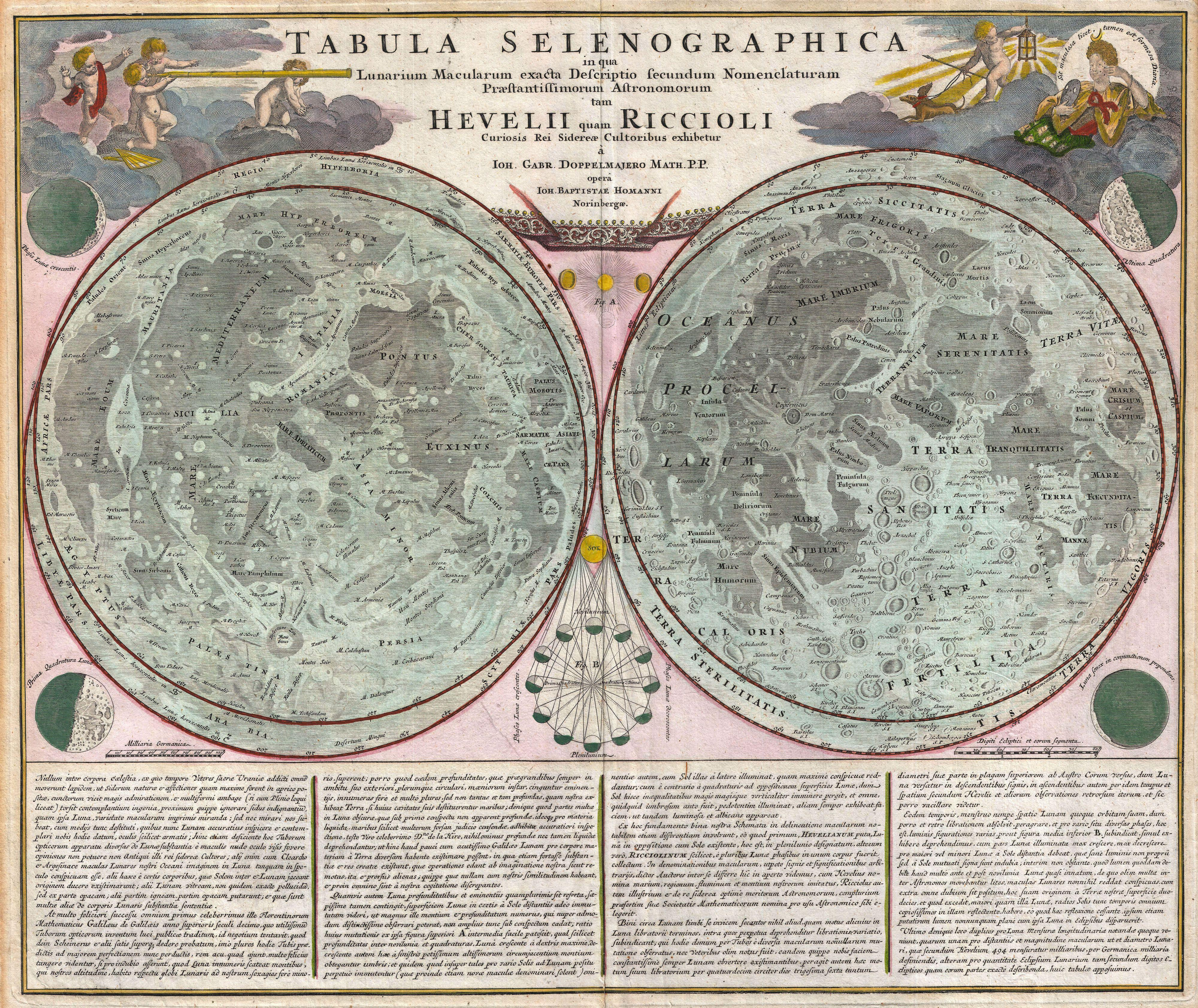
Gráfico obra de Johann Homann y de Johann Gabriel Doppelmayr (c. 1742), con una comparación de los mapas de Hevelius y Riccioli.

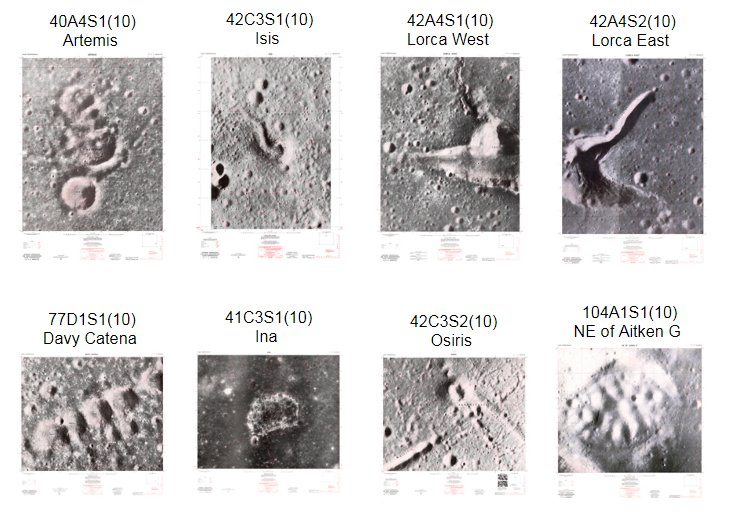
Colección de las ocho hojas del Lunar Topophotomap a escala 1/10 000

La siguiente es una lista de mapas y atlas lunares históricos notables, ordenados de forma cronológica por fecha de publicación.
- Michael van Langren, mapa grabado, 1645.
- Johannes Hevelius, Selenographia, 1647.
- Giovanni Riccioli y Francesco Maria Grimaldi, Almagestum Novum, 1651.
- Giovanni Domenico Cassini, mapa grabado, 1679 (reimpreso en 1787).
- Tobias Mayer, mapa grabado, 1749, publicado en 1775.
- Johann Hieronymus Schröter, Selenotopografisches Fragmenten, 1.er volumen 1791, 2.do volumen 1802.
- John Russell, imágenes grabadas, 1805.
- Wilhelm Lohrmann, Topographie der sichtbaren Mondoberflaeche, Leipzig, 1824.
- Wilhelm Beer y Johann Heinrich von Mädler, Mappa Selenographica totam Lunae hemisphaeram visibilem complectens, Berlín, 1834-36.
- Edmund Neison, The Moon, Londres, 1876.
- Julius Schmidt, Charte der Gebirge des Mondes, Berlín, 1878.
- Thomas Gwyn Elger, The Moon, Londres, 1895.
- Johann Krieger, Mond-Atlas, 1898. Dos volúmenes adicionales se publicaron de forma póstuma en 1912 por la Academia de Ciencias de Viena.
- Walter Goodacre, Map of the Moon, Londres, 1910.
- Mary A. Blagg y Karl Müller, Named Lunar Formations, 2 volúmenes, Londres, 1935.
- Philipp Fauth, Unser Mond, Bremen, 1936.
- Hugh P. Wilkins, 300-inch Moon map, 1951.
- Gerard Kuiper et al, Photographic Lunar Atlas, Chicago, 1960.
- Ewen Whitaker et al, Rectified Lunar Atlas, Tucson, 1963.
- Hermann Fauth and Philipp Fauth (póstumo), Mondatlas, 1964.
- Gerard Kuiper et al, System of Lunar Craters, 1966.
- Yu I. Efremov et al, Atlas Obratnoi Storony Luny, Moscú, 1967–1975.
- NASA, Lunar Topographic Orthophotomaps, 1978, así como los planos del Lunar Topophotomap de 1974.